# CD-Action

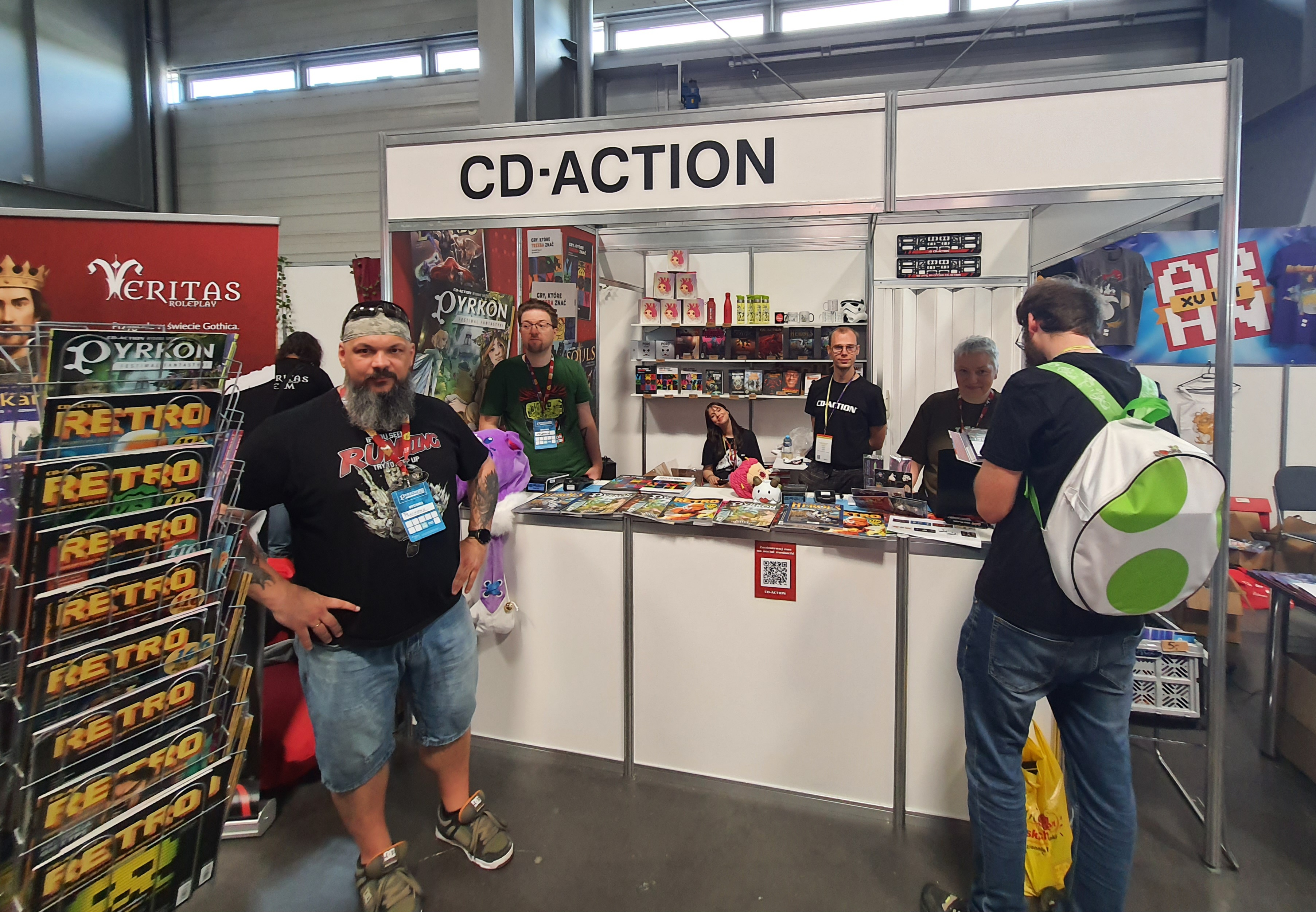
Stoisko magazynu na Pyrkonie 2025

CD-Action – polski magazyn poświęcony tematyce gier komputerowych.
Magazyn ukazywał się w cyklu niebędącym dokładnie miesięcznym, gdyż kolejne numery pisma ukazywały się co 28 dni. W rezultacie corocznie wychodziło na rynek trzynaście numerów. W styczniu 2022 czasopismo przeszło na kwartalny cykl wydawniczy. Typowa objętość numeru to 124 strony (do marca 2009 było to 148 stron). Od grudnia 2006 do lipca 2011 wydawany tylko w wersji z jedną dwuwarstwową płytą DVD (wcześniej pojawiały się wersje z czterema płytami CD dla czytelników nieposiadających czytników DVD). Od sierpnia 2011 do lipca 2018 dodawane były dwie płyty DVD9 w tekturowym opakowaniu. W sierpniu 2018 roku wydawnictwo podjęło decyzję o zrezygnowaniu z dodawania fizycznego nośnika, zastępując go zdrapką z kodem.
18 października 2005 nastąpiła próba wprowadzenia wersji pisma na rynek czeski. Była ona jednak nieudana, ukazał się tylko jeden numer (wyłącznie w wersji DVD).

## Historia czasopisma
Poniżej znajduje się kalendarium historii „CD-Action”. Nazwa miesiąca jest nazwą numeru, ale niekoniecznie wydanego w danym miesiącu – dzieje się tak ze względu na nieregularny cykl wydawniczy czasopisma.

### Rok 1996
- 1 kwietnia – pierwszy numer „CD-Action” (nakład: 12 500 egz.)[5]wydany przez Silver Shark[6]
- lipiec – pierwsza pełna wersja programu
- grudzień – pierwsza pełna wersja gry (polskie Prawo krwi)[7][8]

### Rok 1997
- jesień – redaktorem naczelnym „CD-Action” zostaje Zbigniew Bański[9][5]

### Rok 1998
- lipiec – pierwsza pełna wersja gry zajmująca osobny CD (Pro Pinball: Timeshock!)[8]

### Rok 1999
- marzec – przekroczenie nakładu 100 tys. egz.; start strony WWW[10]

### Rok 2000
- lipiec – nakład 200 tys. egzemplarzy; 50. numer
- zmiana wydawcy na Future Network Publishing[6]

### Rok 2001
- styczeń – zmiana wydawnictwa na wyd. Bauer[6]
- lipiec – 3 CD na stałe; mniej więcej raz na pół roku pojawiała się równolegle edycja DVD
- grudzień – po raz pierwszy pojawił się trzynasty numer w roku (13/2001)

### Rok 2002
- lipiec – po raz pierwszy w historii pisma pojawił się film (Powrót Godzilli)

### Rok 2003
- 1 kwietnia – powstanie forum dyskusyjnego czasopisma
- sierpień – edycja DVD odtąd wydawana co dwa miesiące

### Rok 2004
- styczeń – dołączenie czwartej płyty CD do pisma na stałe
- czerwiec – 100. numer – CD-Action 06/2004
- wrzesień – comiesięczne wydawanie wersji DVD równolegle z wersją CD

### Rok 2005
- grudzień – zwiększenie objętości płyty DVD (z 4,7 GB do 8,5 GB)

### Rok 2006
- wrzesień – pierwsza w historii czasopisma pełna wersja gry przed światową premierą (Bad Day L.A.)
- grudzień – ostatnie wydanie magazynu w wersji z CD

### Rok 2007
- sierpień – zmiana redaktora naczelnego; miejsce Zbigniewa Bańskiego (który został dyrektorem wydawniczym) zajął dotychczasowy jego zastępca Jerzy Poprawa[11], natomiast funkcję zastępcy red. nacz. przejął Maciej Kuc, znany czytelnikom jako Qn’ik

### Rok 2010
- styczeń – zmiana wyglądu i zawartości czasopisma, m.in. likwidacja Gamewalkera; dodanie recenzji gier na konsole i innych drobniejszych zmian

### Rok 2012
- luty – 200. numer – CD-Action 02/2012[12]

### Rok 2013
- styczeń – zmiana papieru na bardziej śliski i bardziej wytrzymały, podyktowana rozpoczęciem druku pisma w prywatnej drukarni wydawnictwa Bauer.

### Rok 2018
- sierpień – pierwsze wydanie, w którym płytę DVD zastąpiła karta zdrapka z kodem[13].

### Rok 2019
- wrzesień – 300. numer – CD-Action 11/2019[14]

### Rok 2020
- kwiecień – pierwsze wydanie czasopisma w wersji elektronicznej. Wersja elektroniczna, jak i tradycyjna po raz pierwszy w historii pozbawiona dodatków cyfrowych (5/2020)[15]
- pod koniec kwietnia redakcja dostała wypowiedzenia, jednocześnie wydawca informował o tym, że poszukuje inwestora[16].
- lipiec – prawa do marki CD-Action sprzedane zostały przez Wydawnictwo Bauer agencji gamingowej Fantasyexpo. Zapowiedziano też zmianę na stanowisku redaktora naczelnego, którym został Dawid Bojarski[17].
- grudzień – pierwsze wydanie, w którym zrezygnowano z charakterystycznego wizerunku dyskobola w logo, obecnego na okładkach czasopisma od początku istnienia[18].

### Rok 2022
- styczeń - redakcja poinformowała o przejściu na kwartalny cykl wydawniczy[4].

## Redakcja i współpracownicy
W skład redakcji czasopisma wchodzą:

### Zespół redakcyjny
- Dawid „Spikain” Bojarski – redaktor naczelny
- Daniel „CormaC” Bartosik – zastępca redaktora naczelnego
- Grzegorz „Krigore/Gregorius” Karaś
- Krzysztof „Bastian” Freudenberger
- Tomasz „Ninho” Lubczyński
- Jerzy „Mac Abra” Poprawa
- Anna „Anya” Raguza
- Barnaba „b-side” Siegel
- Witold Tłuchowski

### Współpracownicy
- Adam „Chen Pi” Chabiński
- Aleksander „Allor” Olszewski
- Dawid „DaeL” Biel
- Michał „Monk” Amielańczyk
- Jakub „Crazy” Jarosz
- Rafał „Eugeniusz Siekiera” Fluderski
- Kamil „Berlin” Krupiński
- Maciej Bachorski
- Dominik "Rock"
- Joanna „Ranafe” Pamięta-Borkowska
- Krzysztof „Otton” Kempski
- Tomasz „Ghost” Matusik
- Paweł „Mr Jedi” Musiałowski
- Izabela „9kier” Pogiernicka
- Paweł „Cursian” Raban
- Jacek „gem/gem.ini” Smoliński
- Marcin „Otis” Kępski – rysownik
- Marek Lenc – rysownik
- Maciej „Eld” Jakubski
- Paula „Cerebrum” Jeziorska
- Bartłomiej Kluska
- Tatiana Kowalczyk
- Michał „enki” Kuszewski – siódmy redaktor naczelny
- Roman Nowacki
- Marcin „Yasiu” Serkies
- Andrzej „Czarny Iwan” Sitek
- Tymon „Hut” Smektała
- Michał Szwed
- Mateusz „Papkin” Witczak
- Maciej „MQc” Kuc – piąty redaktor naczelny
- Michał "Perzi" Perzanowski

### DTP
- Beata „mimbla” Haratym
- Krzysztof „Bastian” Freudenberger

### Dawni pracownicy
- Jerzy „Fred” Kucharz – pierwszy redaktor naczelny[20]
- Mariusz Turowski – drugi redaktor naczelny[20]
- Zbigniew „Zibi” Bański – trzeci redaktor naczelny[11]
- Jacek Sawicki – dyrektor artystyczny
- Łukasz „Pepin Krootki” Bonczol
- Aleksander „Cross” Borszowski
- Krzysztof Herla[20]
- Michał „Szoki” Szwed
- Maciej „Rahid” Wołczyk
- Maciej „Eld” Jakubski
- Grzegorz „Yas” Jaszczyszyn
- Adam „Faraą” Jędrychowski
- Maciej „MikeL” Lewczuk
- Przemysław „de Tiges” Ostrowski
- Adam „Adzior” Saczko
- Andrzej „EGM” Sawicki[21]
- Marcin „Yasiu” Serkies
- Agnieszka „Jaspin” Siejka
- Andrzej „Czarny Iwan” Sitek
- Tymon „Hut/Hut Sędzimir” Smektała
- Maciej „Usagi” Smoliński
- Adam „Phnom” Szumilak
- Daniel „Dan” Śniegoń
- Wojciech „Blood” Tarczyński
- Błażej Wiśniewski – rysownik

#### Smuggler
W czasopiśmie, w dziale Action Redaction, na listy odpisuje osoba pod pseudonimem Smuggler. Nie ujawnia swojej tożsamości – pragnie pozostać anonimowy, choć są przesłanki sugerujące, że jest to pseudonim Jerzego Poprawy. Sporadycznie pisze też artykuły w piśmie.

## Zawartość merytoryczna
Na 124 stronach znajdują się stałe działy (kolejność jak w czasopiśmie):
- Info – nowości ze świata gier
- W produkcji – zapowiedzi gier pisane na podstawie materiałów udostępnianych przez twórców oraz wrażenia z wersji beta gier
- GameWalker – komentarze redakcji na temat zrecenzowanych w danym numerze gier
- Recenzje – opisy wrażeń recenzentów z ogranych gier komputerowych z oceną w skali od 1 do 10
- Kaszanka Zone – recenzje wyjątkowo słabych gier. Dział zlikwidowano w styczniu 2010 roku, jednak po ośmiu latach został wznowiony[23]
- Publicystyka – dział poświęcony zagadnieniom ogólnokomputerowym (Internet, programowanie etc.), tematy okołogrowe, np. historia gier komputerowych i komputerów[24], firm produkujących gry i komputery, felietony, przemyślenia, informacje o nowych technologiach itp.
- Magazyn – przegląd nowości ze świata filmu, muzyki i literatury
- Technologie – wszelkie nowinki sprzętowe, testy sprzętu, porady itp.
- Action Redaction – listy czytelników, na które odpowiadają Smuggler, Mr Jedi i 9kier, sporadycznie dopisują się inni redaktorzy
- Szpile – szyderczo o branży gier
- Loot – opisy pełnych wersji gier dołączonych do magazynu

W przeszłości istniało kilka działów, które zostały zlikwidowane:
- Temat numeru – zawierał zazwyczaj jeden, obszerny tekst na temat związany z aktualnie istotnymi wydarzeniami w branży gier. Od numeru 2/2010 przestał być wyróżniany w spisie treści jako osobny dział.
- Gry kontrowersyjne – kolejny poddział działu publicystycznego. Pojawiały się w nim gry, które zostały uznane w branży za kontrowersyjne.
- Na luzie – kącik humorystyczny

## „Przecieki”
Co cztery tygodnie, zwykle na tydzień przed wydaniem nowego numeru, na stronie internetowej magazynu podawane były zagadki, zwane „przeciekami” (mimo że informacje zamieszczane były tam celowo). Były to podpowiedzi mówiące o tym, jakie gry zostaną umieszczone w pełnych wersjach na płytach dołączonych do najbliższego numeru pisma oraz o ewentualnych dodatkach, takich jak „Tipsomaniak” czy plakaty. Wraz ze zrezygnowaniem z dołączania płyty, redakcja zaprzestała publikowania „przecieków”.